# Ochropleura
Ochropleura là một chi bướm đêm thuộc họ Noctuidae.

## Các loài
- Ochropleura costalis Moore, 1867
- Ochropleura ignota Swinhoe, 1889 (possibly a đồng nghĩa của Ochropleura plecta)
- Ochropleura implecta Lafontaine, 1998
- Ochropleura leucogaster – Radford's Flame Shoulder Freyer, 1831
- Ochropleura plecta – Flame Shoulder Linnaeus, 1761

## Hình ảnh

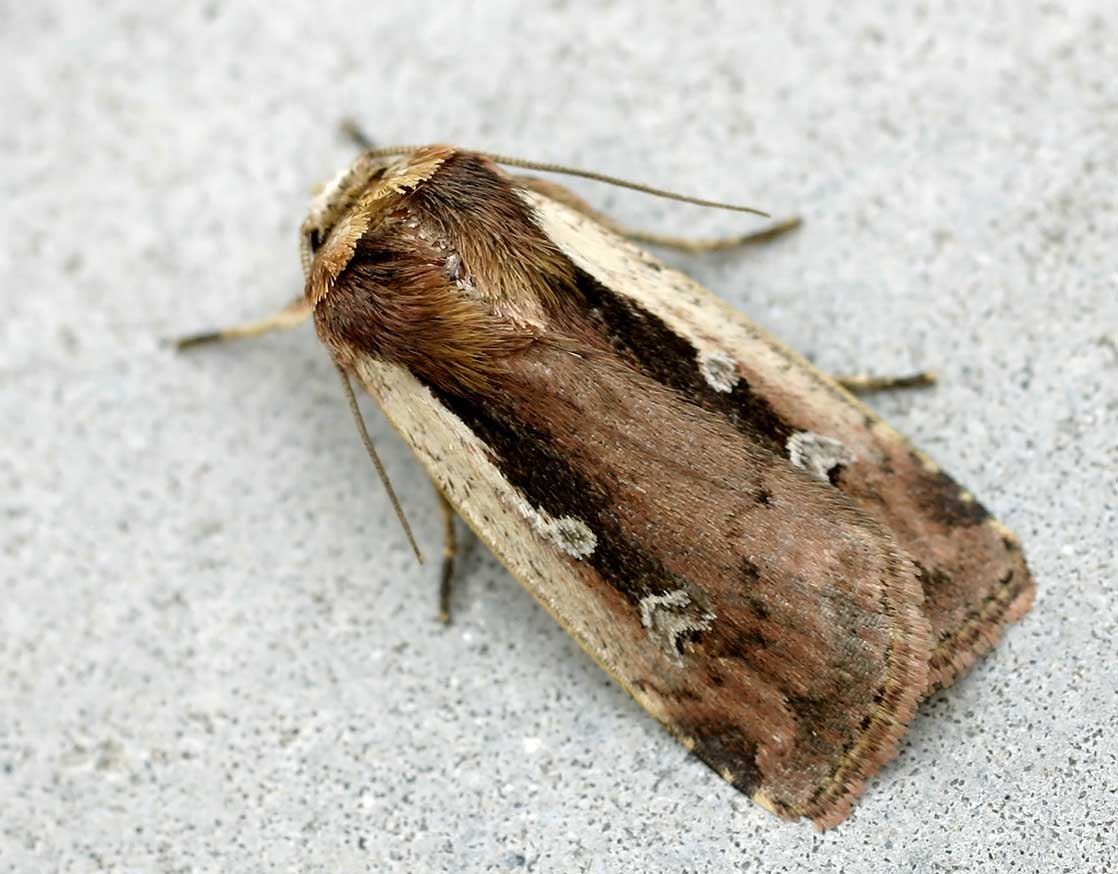
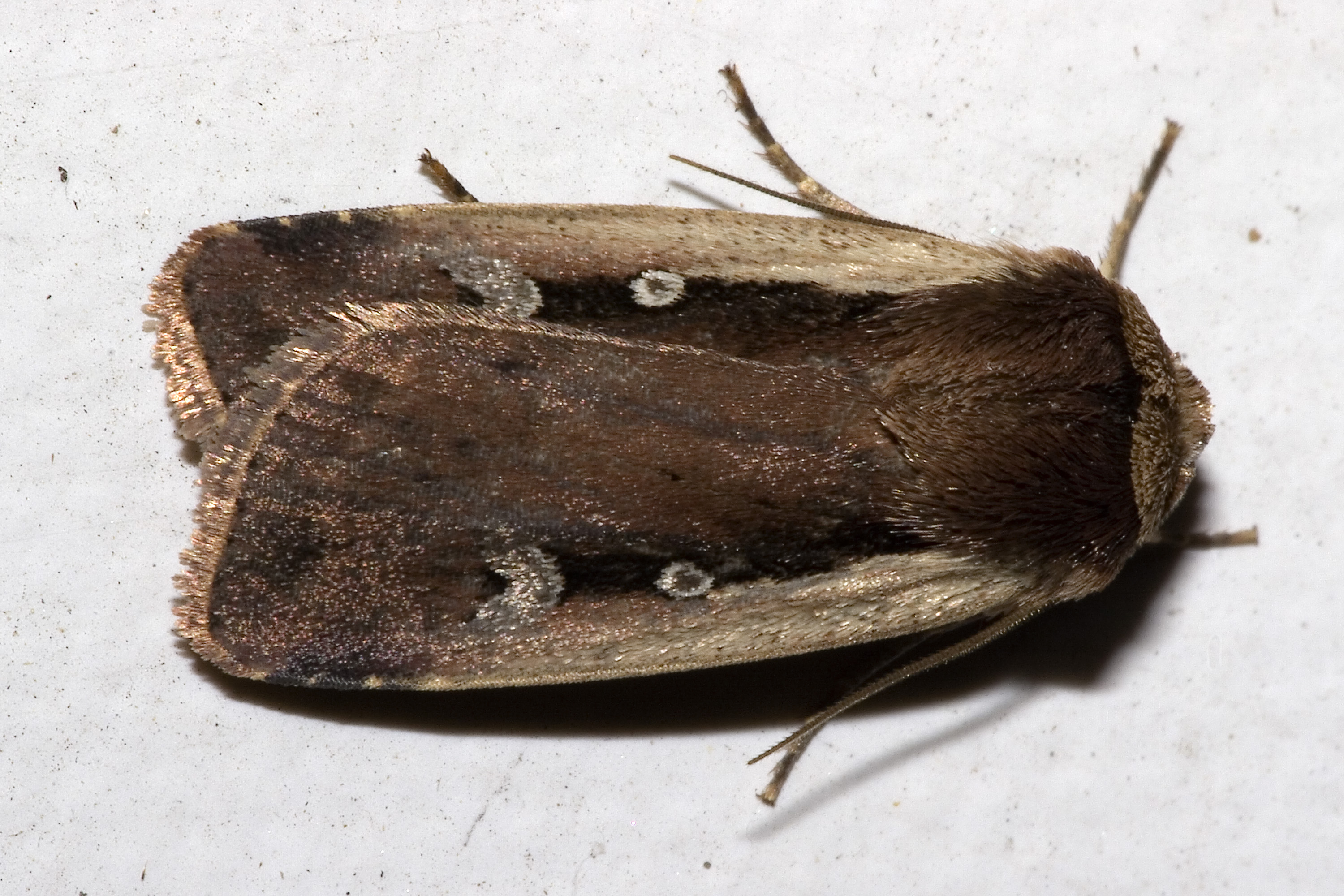
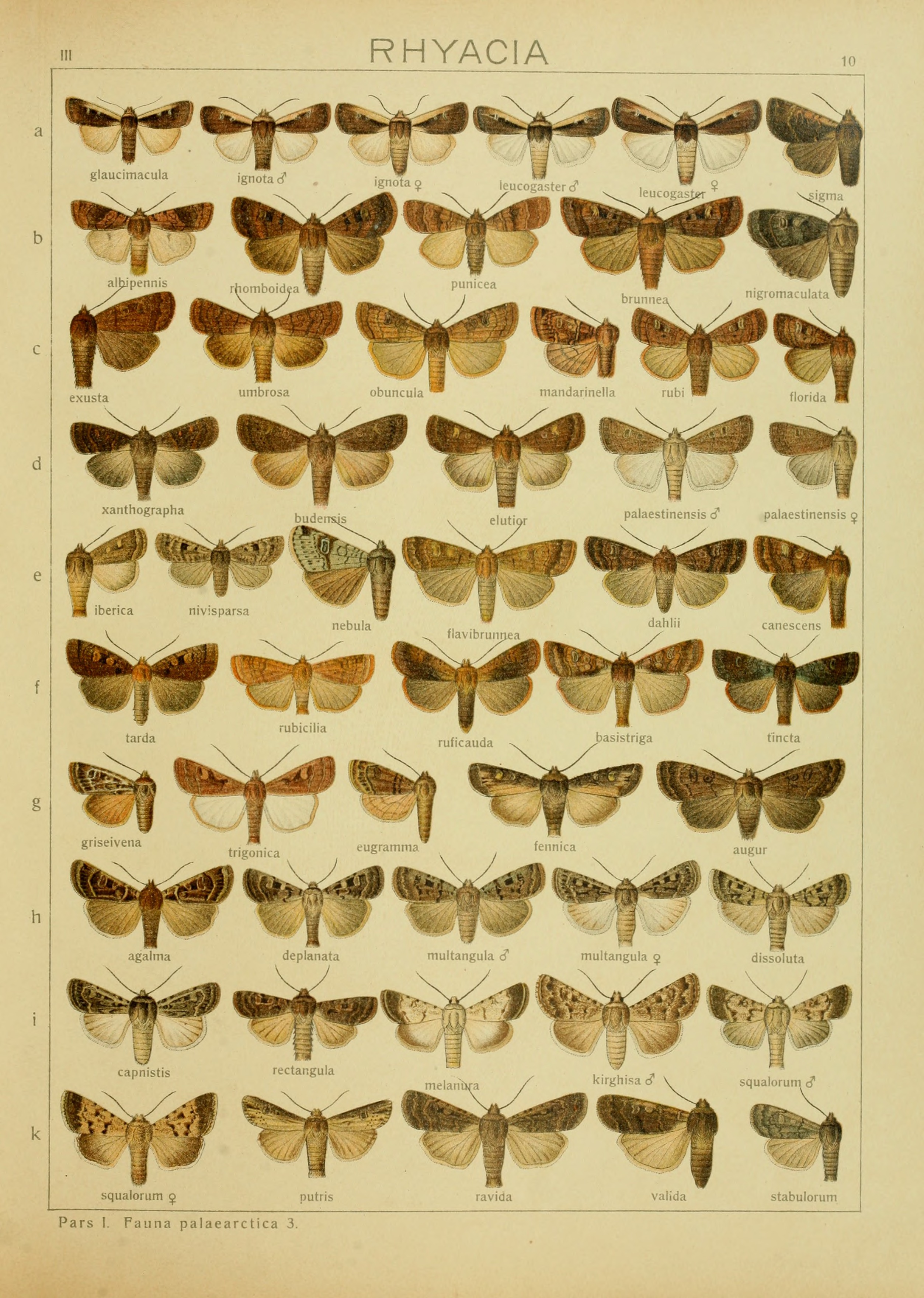